# Клуб-хижа Табите Максим
Клуб-хижа Хижа Табите е разположена в Стара планина в подножието на връх Марагидик (1890 м) - в най-ниската част на билото, на 1580 м надморска височина, на самото централно било на Стара планина в Национален парк Централен Балкан, между двата най-високи върха Връх Ботев (2376 м) и Голям Кадемлия (2276 м), непосредствено над вековните гори в зоната на пасищата и клека, с красива гледка във всички посоки на десетки километри. Намира се в местност Табите над град Априлци, на 14 км от кв. Острец на гр. Априлци от север и на 26 км от с. Тъжа от юг. В миналото там е имало римска стражна кула.
Пътуването с високопроходимо МПС по каменния път от Априлци или Тъжа до билото отнема от 1 час до 1 час и 30 минути в зависимост от сезона и атмосферните условия. През зимния сезон и наличие на снежна покривка с превозно средство се достига до зоната на дълбокия сняг и след това се продължава с верижна машина или ходейки.